# Karl Andersson (militär)
Karl Gunnar Andersson, född 25 juli 1931 i Engelbrekts församling i Stockholms stad, död 4 juli 2017 i Karlskrona stadsdistrikt i Blekinge län, var en svensk militär.

## Biografi
Andersson avlade studentexamen vid Försvarets läroverk. Han tog sjöofficersexamen vid Kungliga Sjökrigsskolan 1955 och blev fänrik samma år, varpå han 1957 befordrades till löjtnant. År 1963 blev han fartygschef på minsveparen Hasslö och blev senare fartygschef på skonerten Falken. Åren 1964–1966 gick han Högre stabskursen på Militärhögskolan och han kom senare att tjänstgöra i staber i Skövde och Härnösand. Han befordrades till kapten 1965, kommendörkapten av andra graden 1969, kommendörkapten av första graden 1972 och kommendörkapten med särskild tjänsteställning 1978. På 1970-talet var han chef för 6. minröjningsavdelningen. Han var stabschef vid Sydkustens örlogsbas 1981–1983. År 1983 befordrades han till kommendör och var chef för Karlskrona örlogsskolor 1984–1991.
Andersson var en av aktörerna i samband med sovjetiska ubåten U 137:s grundstötning i Gåsefjärden 1981, bland annat som förhörsledare. Under sina kontakter med ubåtsbesättningen blev han övertygad om att U 137 hade gjort en grov felnavigering och han uteslöt inte att de hade varit berusade. Den övertygelsen uppskattades inte av alla hans kollegor, men han höll fast vid den genom åren. I en intervju 2006 sade han: ”Ju mer jag lärde känna dem desto mer kände jag att de var helt tappade bakom en vagn. Jag bedömer att de inte var några elitsoldater.”
Efter sin pensionering tjänstgjorde han på deltid som föreståndare för stiftelsen Militärhemmet i Karlskrona. Han var en hängiven seglare och var under många år ordförande för Carlskrona båteskader. Han var också en tid befälhavare på segelfartyget Blue Clipper.
Karl Andersson invaldes 1980 som ledamot av Kungliga Örlogsmannasällskapet.

### Utmärkelser
- Riddare av Svärdsorden, 6 juni 1973.[5]